# Майкл Вінслоу
Майкл Вінслоу (англ. Michael Winslow; 6 вересня 1958) — американський актор, відомий як «людина десяти тисяч звукових ефектів» за свою можливість реалістично імітувати звукові ефекти власним голосом.

## Життєпис
Майкл Вінслоу народився 6 вересня 1958 року в місті Спокен, штат Вашингтон. Батько — Роберт, мати — Верді. Навчався політології в університеті Колорадо один рік. Вчився в акторськоій школі, моделювання та візуалізації. Виступав у нічних клубах і театрах, де показував своє вміння імітувати різні звуки. Вперше з'явився на телебаченні у шоу «The Gong Show», в якому він імітував Джимі Гендрікса і пісню «Immigrant Song» гурту Led Zeppelin. Він є найвідомішим як Ларвелл Джонс з серії фільмів «Поліцейська академія».
Був тричі одружений: Белінда Черч з 11 травня 1985 по 13 травня 1993, померла від передозування наркотиків; Анджела Бейтопс з 3 травня 1997 по 25 травня 2001; Шарон Лар'є з 12 червня 2003 по теперішній час.

## Фільмографія

### Актор
| Рік       |    | Українська назва                                   | Оригінальна назва                         | Роль                     |
| --------- | -- | -------------------------------------------------- | ----------------------------------------- | ------------------------ |
| 1980      | тф |                                                    | Nightside                                 | Редлайт                  |
| 1980      | ф  | Чіч і Чонг: Наступний фільм. Укуренні заживо!      | Cheech and Chong's Next Movie             | комік                    |
| 1981      | ф  | Підземні тузи                                      | Underground Aces                          | Нейт                     |
| 1981      | ф  | Укуренні 3                                         | Nice Dreams                               | Супермен Нат             |
| 1981      | с  | Біла тінь                                          | The White Shadow                          | Лі                       |
| 1981      | с  | Космічні зірки                                     | Space Stars                               | голос                    |
| 1982      | ф  | Гра у вбивство                                     | Tag: The Assassination Game               | Гоуді                    |
| 1982      | ф  | Пісенька Гейді                                     | Heidi's Song                              | Монтан                   |
| 1984      | ф  | Поліцейська академія                               | Police Academy                            | Ларвелл Джонс            |
| 1984      | ф  | Алфавітне місто                                    | Alphabet City                             | Ліппі                    |
| 1984      | ф  | Гремліни                                           | Gremlins                                  | Моґвай / Гремліни        |
| 1984      | ф  | Грендв'ю, США                                      | Grandview, U.S.A.                         | Спенсер                  |
| 1984      | ф  | Гаряча лінія                                       | Lovelines                                 | Джей Ді                  |
| 1985      | ф  | Поліцейська академія 2: Їхнє перше завдання        | Police Academy 2: Their First Assignment  | Ларвелл Джонс            |
| 1985      | ф  | Зоряний патруль: Легенда про Орин                  | Starchaser: The Legend of Orin            | голос                    |
| 1986      | ф  | Поліцейська академія 3: Знову до академії          | Police Academy 3: Back in Training        | Ларвелл Джонс            |
| 1986      | с  | Човен кохання                                      | The Love Boat                             | Спенсер Вілсон           |
| 1987      | ф  | Поліцейська академія 4: Квартальна охорона порядку | Police Academy 4: Citizens on Patrol      | Ларвелл Джонс            |
| 1987      | ф  | Космічні яйця                                      | Spaceballs                                | оператор радара          |
| 1987      | ф  | Ніжні розтяпи                                      | Zärtliche Chaoten                         | Вокер                    |
| 1987      | ф  | Тюремна біржа                                      | Buy & Cell                                | Слай                     |
| 1988      | ф  | Поліцейська академія 5: Операція Маямі-біч         | Police Academy 5: Assignment: Miami Beach | Ларвелл Джонс            |
| 1988      | ф  | Сильні часи                                        | Starke Zeiten                             | Майк                     |
| 1988      | ф  | Ніжні розтяпи 2                                    | Zärtliche Chaoten II                      | Ронні                    |
| 1989      | ф  | Поліцейська академія 6: Місто в облозі             | Police Academy 6: City Under Siege        | Ларвелл Джонс            |
| 1989      | ф  | Думай по-крупному                                  | Think Big                                 | Геп                      |
| 1990      | ф  | Хлопець з дивацтвами                               | Far Out Man                               | поліцейський в аеропорту |
| 1990      | ф  | Непотоплювані                                      | Going Under                               | репортер                 |
| 1990      | с  | Нові діти в районі                                 | New Kids on the Block                     | голос                    |
| 1990      | с  | Відтінки Лос-Анджелеса                             | Shades of LA                              | Льюїс Дельгадо           |
| 1991—1992 | с  | Гаррі і Гендерсони                                 | Harry and the Hendersons                  | Чак Великий              |
| 1993      | тф |                                                    | Extralarge: Lord of the Sun               | Дюма                     |
| 1993      | тф |                                                    | Extralarge: Indians                       | Дюма                     |
| 1993      | тф |                                                    | Extralarge: Ninja Shadow                  | Дюма                     |
| 1993      | тф |                                                    | Extralarge: Gonzales' Revenge             | Дюма                     |
| 1993      | тф |                                                    | Extralarge: Diamonds                      | Дюма                     |
| 1993      | тф |                                                    | Extralarge: Condor Mission                | Дюма                     |
| 1994      | ф  | Поліцейська академія 7: Місія в Москві             | Police Academy: Mission to Moscow         | Ларвелл Джонс            |
| 1995      | с  | Ночі Малібу                                        | Baywatch Nights                           | Вістлер                  |
| 1997      | с  | Шоу Дрю Кері                                       | The Drew Carey Show                       | Джимі Хендрікс           |
| 1997—1998 | с  | Поліцейська академія                               | Police Academy: The Series                | Ларвелл Джонс            |
| 1999      | ф  | Лікантроп                                          | Lycanthrope                               | Лі Девіс                 |
| 1999      | ф  |                                                    | Michael Winslow Live                      | Майкл Вінслоу            |
| 1999      | ф  | Вада божевілля                                     | The Blur of Insanity                      | друг Хорнера             |
| 2000      | ф  |                                                    | He Outta Be Committed                     | Джеремі                  |
| 2001      | ф  | Лебедина труба                                     | The Trumpet of the Swan                   | шеф                      |
| 2002      | ф  | Найбільший фанат                                   | The Biggest Fan                           | офіцер 1                 |
| 2002      | мс | Гріфіни                                            | Family Guy                                | Майкл Вінслоу            |
| 2004      | вг | Grand Theft Auto: San Andreas                      | Grand Theft Auto: San Andreas             | пішохід                  |
| 2005      | ф  | Ленні — диво собака                                | Lenny the Wonder Dog                      | Джон Віндем              |
| 2006      | мс | Робоцип                                            | Robot Chicken                             | Ларвелл Джонс            |
| 2007      | кф | Ніндзя проти піратів                               | Ninjas vs. Pirates                        | гравець голосом          |
| 2008      | тф |                                                    | Michael Winslow Phase 1                   | Майкл Вінслоу            |
| 2008      | ф  | Великий Бак Говард                                 | The Great Buck Howard                     | Майкл Вінслоу            |
| 2008      | ф  | Перенаправляючи Едді                               | Redirecting Eddie                         | Вон                      |
| 2009      | кф |                                                    | A Veteran Affair                          | Вільям                   |
| 2009      | ф  | Доктор Робот                                       | Robodoc                                   | доктор Мерфі             |
| 2013      | ф  | Тупий фільм                                        | Blunt Movie                               | Тренер Аль Джефферсон    |
| 2013      | ф  | Рудий клоун                                        | Gingerclown                               | Stomachcrumble           |
| 2015      | тф | Акуляче торнадо 3                                  | Sharknado 3: Oh Hell No!                  |                          |
| 2015      | тф |                                                    | Lavalantula                               |                          |

### Сценарист, продюсер
- 2000 — Magic 4 Morons — продюсер
- 2002 — Michael Winslow: Comedy Sound Slapdown! — сценарист, продюсер
- 2004 — Before They Were Kings: Vol. 1 — сценарист
- 2005 — Lenny the Wonder Dog — сценарист, продюсер
- 2006 — Michael Winslow Live at the Improv — сценарист